# Distrito Escolar Unificado Wiseburn
El Distrito Escolar Unificado Wiseburn (Wiseburn Unified School District), anteriormente el Distrito Escolar Wiseburn (Wiseburn School District) es un distrito escolar de California. Tiene su sede en El Segundo, y tenía su sede en Hawthorne. Gestiona escuelas primarias y medias.

## Historia
El distrito se abrió en 1896.
El área del distrito tiene una superficie de cuatro millas cuadradas. El distrito sirve Hollyglen, un barrio en el oeste de Hawthorne, e Del Aire y Wiseburn, áreas no incorporadas al sur del Aeropuerto Internacional de Los Ángeles.
Alrededor del 50% del área del distrito se encuentra en la ciudad de El Segundo. El área del Wiseburn de El Segundo no tiene población pero tiene muchos negocios que pagar dinero de los impuestos significativa al distrito escolar.
A partir de 2014 la mayoría de los estudiantes del Distrito Escolar de Wiseburn no asisten a los escuelas preparatorias del Distrito de Escuelas Preparatorias Centinela Valley Union. A partir de 2014 el distrito de Wiseburn tiene la intención de separar del distrito de Centinela Valley.

## Escuelas
- Richard Henry Dana Middle School (6-8)
- Juan de Anza Elementary School (K-5)
- Peter Burnett Elementary School (3-5)
- Juan Cabrillo Elementary School (K-2)